# Црнућанка
Црнућанка је изворна група из села Горња Црнућа, поред Горњег Милановца.
Група негује старинско народно појање какво се некада могло чути на прелима, а по казивању мештана Горње Црнуће, корени групе сежу у 1903, када је поводом доласка краља Александра Обреновића у манастир Враћевшница, организована група народних извођача, која је своје деловање наставила све до 1934.
Група се звала „Црнућанка“, а постојала је кроз неколико нараштаја, са прекидима, да би поново била покренута 1966. под вођством Александра Ђорђевића - Леса из Г. Црнуће. Група је учествовала на бројним фестивалима, приредбама и саборима, издала је неколико звучних записа, а 1976. је добила Европску награду за народну уметност.
Од педесетих година 20. века група је сарађивала са др Радмилом Петровић, дугогодишњом сарадницом етномузиколошког института САНУ, која је највише допринела објављивању снимака „Црнућанке“ на плочама ПГП-РТБ.